# Phacelococcus frenchi
Phacelococcus frenchi är en insektsart som beskrevs av Penny J. Gullan och Strong 1997. Phacelococcus frenchi ingår i släktet Phacelococcus och familjen filtsköldlöss. Inga underarter finns listade i Catalogue of Life.